# یواس‌ان‌اس واشینگتن چمبرز (تی-ای‌کی‌ای-۱۱)
یواس‌ان‌اس واشینگتن چمبرز (تی-ای‌کی‌ای-۱۱) (به انگلیسی: USNS Washington Chambers (T-AKE-11)) یک کشتی است که طول آن ۲۱۰ متر (۶۸۹ فوت) می‌باشد. این کشتی در سال ۲۰۱۰ ساخته شد.